# Arapium
Arapium (Arapiyú), pleme američkih Indijanaca porodice Mawe-Satere, velika porodica Tupian, nastanjeni danas na rezervatu Terra Indígena Arapium u općinama Santarém i Margens do Rio Tapajós, i rezervatima Cobra Grande, Mirixim, Rio Maró i São João u općini Santarém u brazilskoj državi Pará. Populacija im iznosi oko 300
Arapium su u nekim stvarima slični plemenu Maué, ali su najvjerojatnije ogranak plemena Tapajó, a nisu isto što i Maue, kako su rekli Martius i Métraux.